# Моздокское городское поселение
Моздо́кское городско́е поселе́ние — муниципальное образование в Моздокском районе Республики Северная Осетия — Алания.
Административный центр — город Моздок. 

## География
Муниципальное образование расположено в центральной части Моздокского района. В состав городского поселения входит один населённый пункт. Площадь городского поселения составляет — 17,0 км2. 
Граничит с землями муниципальных образований: Луковское сельское поселение на западе, Троицкое сельское поселение на севере, Веселовское сельское поселение на востоке, Киевским и Калининским сельскими поселениями на юге, а также с землями Гослесфонда на юге и юго-востоке. 
Городское поселение расположено на Кабардинской равнине в степной зоне республики. Рельеф местности преимущественно волнистый равнинный, со слабыми колебаниями высот. Вдоль долины реки Терек тянутся бугристые возвышенности. Средние высоты на территории муниципального образования составляют около 131 метров над уровнем моря. Долина реки Терек заняты густыми приречными лесами, затрудняющие подход к реке. 
Гидрографическая сеть представлена в основном рекой Терек. К югу от города в долине реки Терек расположены запруднённые озёра. К северу от города проходят каналы — Терско-Кумский и его ответвление Бурунный. 
Климат влажный умеренный. Среднегодовая температура воздуха составляет +10,7°С. Температура воздуха в среднем колеблется от +23,5°С в июле, до -2,5°С в январе. Среднегодовое количество осадков составляет около 540 мм. Основное количество осадков выпадает в период с мая по июль. В конце лета часты суховеи, дующие территории Прикаспийской низменности. 

## История
Статус и границы городского поселения установлены Законом Республики Северная Осетия-Алания от 5 марта 2005 года № 16-рз «Об установлении границ муниципального образования Моздокский район, наделении его статусом муниципального района, образовании в его составе муниципальных образований - городского и сельских поселений и установлении их границ»

## Население
| 2002    | 2010    | 2011    | 2012    | 2013    | 2014    | 2015    |
| ------- | ------- | ------- | ------- | ------- | ------- | ------- |
| 42 865  | ↘38 768 | ↘38 698 | ↗39 089 | ↗39 232 | ↗39 432 | ↗40 042 |
| 2016    | 2017    | 2018    | 2019    | 2020    | 2021    | 2023    |
| ↗40 564 | ↗41 409 | ↗41 728 | ↗42 155 | ↘42 039 | ↘36 784 | ↘35 662 |
| 2024    | 2025    |         |         |         |         |         |
| ↘35 203 | ↘34 841 |         |         |         |         |         |

Процент от населения района — 42.83 %
Плотность — 2049.47 чел./км2. 

## Состав городского поселения
| № | Населённый пункт | Тип населённого пункта        | Население | Доля от населения (%) |
| - | ---------------- | ----------------------------- | --------- | --------------------- |
| 1 | Моздок           | город, административный центр | ↘34 841   | 100 %                 |

## Местное самоуправление
Администрация Моздокского городского поселения — город Моздок, ул. Кирова, 37.  
Структуру органов местного самоуправления сельского поселения составляют:
- Глава городского поселения — Туганова Ирина Александровна.
- Администрация Моздокского городского поселения — состоит из 15 человек.
- Совет местного самоуправления Моздокского городского поселения — состоит из 20 депутатов.